# Пліозавр
Пліозавр (Pliosaurus) — викопний рід таласофонних пліозаврів, відомий з пізньої юри (кімеріджський і титонський яруси) Європи та Південної Америки. Більшість європейських видів пліозаврів сягали близько 8 метрів завдовжки й важили близько 5 тонн, але P. rossicus і P. funkei були одними з найбільших плезіозаврів усіх часів, перевищуючи 10 метрів завдовжки. Їхній раціон включав рибу, головоногих молюсків і морських рептилій.
У минулому цей рід містив багато видів, але нещодавні дослідження встановили, що лише шість (P. brachydeirus (типовий вид), P. carpenteri, P. funkei, P. kevani, P. rossicus і P. westburyensis) є валідними, тоді як валідність ще двох видів очікує на петицію до Міжнародного кодексу зоологічної номенклатури. Наразі P. brachyspondylus і P. macromerus вважаються сумнівними, тоді як P. portentificus вважається недіагностичним. Види цього роду різняться від інших пліозаврів за сімома автапоморфіями, серед яких зуби, що мають трикутну форму в поперечному розрізі.

## Опис
Описаний Р. Оуеном в 1841 році. Спочатку вважався рептилією на зразок крокодила (назва означає «більше рептилія»), на відміну від плезіозавра.
Представники цього роду зовні, ймовірно, мало відрізнялися від відомого Ліоплевродона: основна відмінність полягає в будові черепа і більшій кількості зубів, які мали трикутні, а не конічні, розтину, що робить їх більш пристосованими для відривання шматків м'яса з тіла жертви. Довжина найбільших відомих представників видів до 10-13 метрів з довжиною черепа більше ніж 2 метри. Вони були загрозою для багатьох морських ящерів — і для плезіозаврів, і для іхтіозаврів.

## Види
- Pliosaurus brachydeirus типовий — вид з кімеріджа Англії.
- Pliosaurus brachyspondylus — також з кімеріджа Англії, відомий по повному скелету.
- Pliosaurus funkei —  один з найбільших представників загону; до отримання формального опису фігурував під назвою «Хижак Ікс».
- Pliosaurus andrewsi — з келовеї Англії, велика форма з округлими в перетині зубами. Може бути великою формою пелонеустуса.

- Pliosaurus irgisensis — з волзького ярусу (тітону) Саратовської області. Неповний скелет був виявлений в 1933 рік у в Савельєвскому сланцевому руднику До. І. Журавльовим, описаний Н. І. Новожиловим в 1948 році. Спочатку віднесений до роду  Peloneustus, потім (в 1964) виділено в особливий рід  Strongylokrotaphus. Зблизився з полікотілідами, але відноситься до пліозавридів. Череп низький і довгий, з тонкою мордою. Дуже довгі вузькі ласти. Довжина черепа близько 1,5 метрів, заднього ласта — до 2 метрів. В області черевної порожнини були знайдені кістки риб та дрібного іхтіозавр а, а також гачки з щупалець белемнітів. В літературі згадується, що скелет був змонтований, але зображуються тільки череп (неповний) і ласт.
- Pliosaurus macromerus — великий вид, раніше помилково зараховує до Ліоплевродонів. Походить з Норвегії[4].

Залишки описані також з Південної Америки та Азії.
Мабуть, гігантські пліозаври були вищими хижаками і харчувалися великою рибою та іншими водними хребетними. Цікаво, що всередині скелета  Pliosaurus brachyspondylus  виявлені кілька щитків якогось панцирного динозавра; ймовірно, незадовго до смерті пліозавр об'їдав плаваючий труп динозавра.